# Valdès
Valdès ou Vaudès, généralement connu sous le nom de Pierre Valdo, est un marchand de Lyon et prédicateur de l'Évangile, né en 1140 et mort probablement vers 1205-1207, au plus tard en 1217. À la suite d'une crise religieuse, il donne tous ses biens pour suivre l'idéal de pauvreté apostolique. Il fonde la fraternité des Pauvres de Lyon, le mouvement vaudois. Il fait traduire la Bible en langue populaire, en l'occurrence le francoprovençal. Il est excommunié de l'Église catholique en 1184 et son mouvement est persécuté.
Le protestantisme voit en lui un de ses précurseurs. Le Monument à la mémoire de Martin Luther présente Valdès comme un précurseur de Luther. Son nom, formulé Valdès de Lyon est gravé sur le Monument international de la Réformation.

## Son nom
Ce nom de famille est inconnu en francoprovençal, la langue parlée à Lyon à l'époque.  En revanche, ce mot est utilisé pour désigner plusieurs bourgades proches de Lyon ; il était sans doute originaire d'un lieu portant ce nom. Seules les traductions latines (Valdesius, peut-être inspirée de vallis densa, « vallée touffue », ou Valdus, Valdius, Valdensis, Valdecius) nous sont parvenues. Dans sa profession de foi de 1180, il se nomme lui-même Valdesius. 

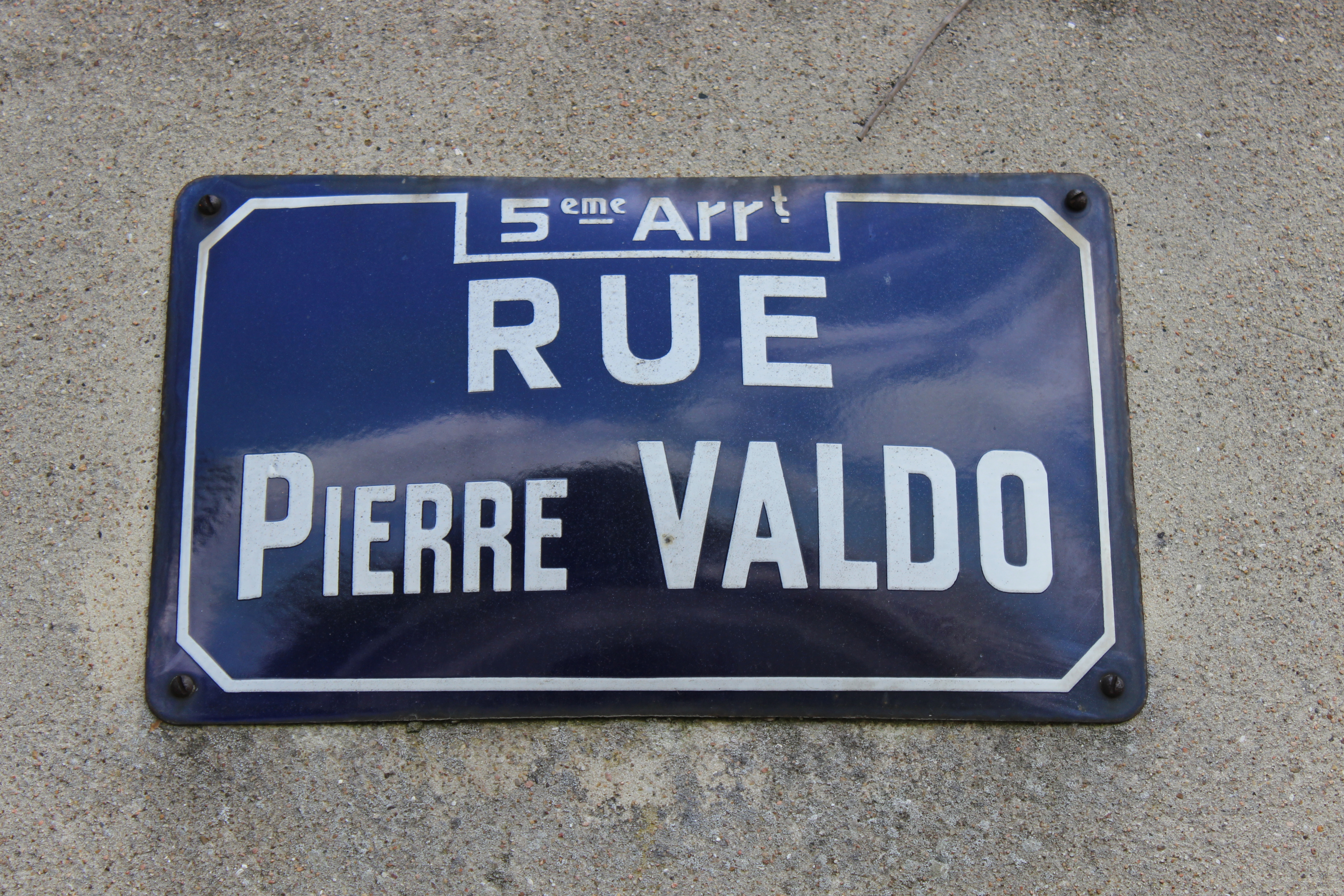
Rue Pierre-Valdo dans le 5e arrondissement de Lyon.

La très répandue appellation Pierre Valdo (Pietro Valdo en italien, Peter Waldo en anglais, Peter Waldus en allemand), est apocryphe et d'origine italienne. Le prénom Pierre qu'on lui attribue souvent date de 1368, soit plus de 150 ans après la mort de Valdès. Il s'agit d'une construction a posteriori de la communauté vaudoise de Sankt Peter in der Au, en Autriche, en référence à l'apôtre homonyme.

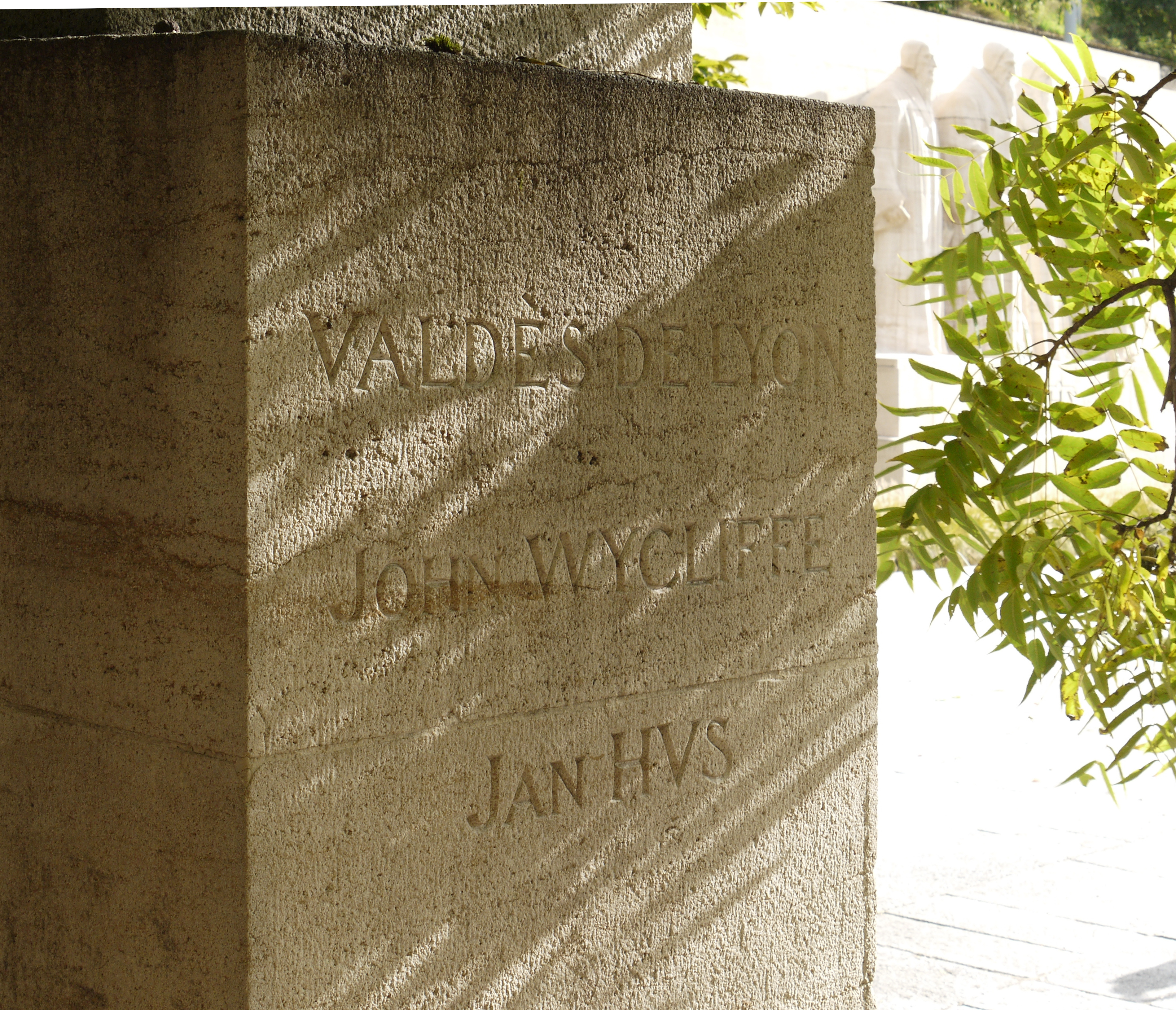
À Genève, Valdès de Lyon est gravé en 2002 au côté d'autres précurseurs du protestantisme sur le Monument international de la Réformation.

En 1980 Giovanni Gonnet conclut son analyse du nom de l'initiateur du mouvement vaudois en conseillant de l'appeler Valdesius, sans prénom, du seul nom « que nous trouvons dans les toutes premières sources d'origine authentiquement vaudoise... qu'on peut facilement traduire par Valdès ou Vaudès ». Christine Thouzellier préfère Valdès qui lui semble plus conforme à la réalité du francoprovençal d'alors. Et pour Gabriel Audisio, la proposition Vaudès est préférée à Valdès car la première évoquerait plus le Midi à une époque où on ne parlait pas encore le français à Lyon. Mais bon nombre de publications continuent de le nommer Pierre Valdo. Et la formulation sur le Monument international de la Réformation est Valdès de Lyon.
Par souci de précision, il est préférable d'appeler ce personnage Valdès, ou Vaudès sans prénom.

## Biographie
Valdès, peut-être né à Vaulx-en-Velin, s'établit à Lyon où il fit fortune, peut-être dans le commerce. Frappé de la mort subite de l’un de ses amis dans une réunion de plaisir, il décida, vers 1170, de renoncer au monde, abandonnant femme et enfants (il vendit tous ses biens et partagea sa fortune en quatre quarts : une partie pour sa femme, une pour ses filles, une pour ceux qu'il pensait avoir lésés et une pour les pauvres) et de travailler désormais uniquement à son salut, se conformant ainsi à l'histoire du jeune homme riche (Matthieu 19:16-26) et à l’exemplum d'Alexis de Rome qui avait appliqué cette parabole et dont il avait écouté un passage de la vie narrée par un troubadour. Il se consacre à la prédication de l’Évangile sans être prêtre. Il demande et finance la traduction d'extraits de l’Évangile, au clerc Étienne d’Anse et à Bernard de Ydros qui en assure la copie (l'existence de cette traduction, qui n'a pas été conservée, est toutefois controversée). Il créa un mouvement laïc, les Pauvres de Lyon, radical dans son choix de simplicité, des « hommes nus qui suivent un christ nu ». Ils se considèrent comme de vrais catholiques. L'archevêque Guichard, un Cistercien, considère l'initiative de Valdès avec une certaine sympathie. Certains membres du clergé pouvaient en effet commencer à prendre mauvaise conscience : ceux-ci, enrichis par les dons et offrandes de toute nature que leur prodiguait une société féodale, étaient arrivés à négliger leur mission essentielle et mener une vie peu conforme aux maximes évangéliques. Un exemplum rédigé à Clairvaux vers 1175 décrit les débuts de Valdès, sans nommer celui-ci.
Même s'ils ne s'opposent pas à l’Église, quelques membres du clergé n'accueillent pas avec bienveillance leur action, ils finiront par les condamner, dès 1184, comme dissidents, schismatiques, puis en 1215 comme hérétiques, déclenchant leur persécution.
En 1179, Valdès et un de ses disciples se rendirent à Rome. Ils furent bien accueillis par le pape Alexandre III, mais plus fraîchement par la Curie. Ils durent expliquer leur vision de la foi devant un collège de trois ecclésiastiques et notamment des points qui faisaient alors débat au sein de l'Église comme le sacerdoce universel, l'évangile en langue vulgaire, une plus grande pauvreté de l'Institution. Valdès et ses amis ne furent pas pris au sérieux, un « comité » auquel participait Walter Map, représentant du roi d'Angleterre Henri II, les questionna sur des points précis de théologie où ils furent incapables de répondre. La rencontre n'aboutit donc à rien, et Valdès et ses disciples d'abord vus avec méfiance furent condamnés au concile Latran III de cette même année mais non encore excommuniés.
D'abord protégés par Guichard de Pontigny, archevêque de Lyon sensible aux thèses réformatrices du mouvement, ils furent chassés vers 1183 de la ville par son successeur Jean Belles-mains, élu par un chapitre cathédral hostile. Selon l'inquisiteur Bernard Gui, ils dirent à l'archevêque qu'il fallait obéir à Dieu plutôt qu'aux hommes,. Excommuniés par le Concile de Vérone en 1184, persécutés, Valdès et ses disciples s'installèrent dans les hautes vallées du Piémont, puis, en France, dans le Luberon : l'Église vaudoise est née. La doctrine de Valdès fut condamnée par le Concile de Latran en 1215.

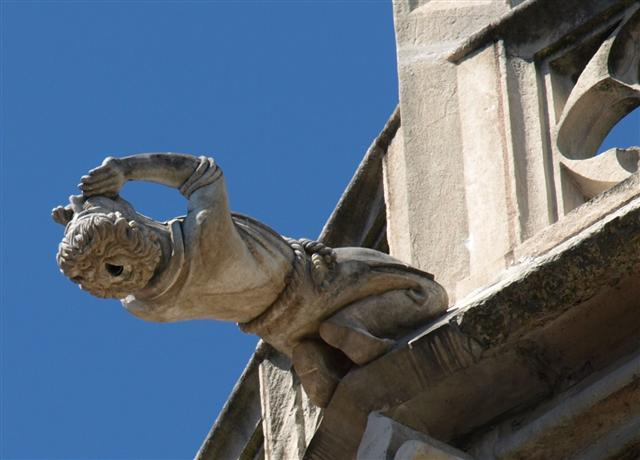
Pierre Valdo représenté en gargouille sur la cathédrale Saint-Jean à Lyon. Le sculpteur le figure la tête creuse, comme un fou, prêchant vers le ciel, au lieu de se prosterner devant son dieu.

Lacordaire, dominicain du XIXe siècle résume ainsi les motifs invoqués par l'Église catholique pour ces condamnations : « Il crut impossible de sauver l'Église par l'Église. Il déclara que la véritable épouse de Jésus-Christ avait défailli sous Constantin, en acceptant le poison des possessions temporelles ; que l'Église romaine était la grande prostituée décrite dans l'Apocalypse, la mère et la maîtresse de toutes les erreurs ; que les prélats étaient des Scribes, et les religieux des Pharisiens ; que le pontife romain et tous les évêques étaient des homicides ; que le clergé ne devait avoir ni dîme ni terres ; que c'était un péché de doter les églises et les couvents, et que tous les clercs devaient gagner leur vie du travail de leurs mains, à l'exemple des apôtres ; enfin que lui, Vaudès, venait rétablir sur ses fondements primitifs la vraie société des enfants de Dieu. »
C'est sous son impulsion, payant de sa poche la traduction de plusieurs livres de la Bible en francoprovençal vers 1180, que naîtra un engouement populaire pour la lecture et la propagation de la Bible en langue populaire et non plus en latin. En cela Valdès est un précurseur de la Réforme. De même, il en est un précurseur en proposant que les laïcs soient prédicateurs de l'évangile, tout croyant seul face à Dieu pouvant porter le message. Selon Elisabeth Martin, « les principes prônés par Valdo et ses fidèles sont clairement les fondements du protestantisme ».

## Valdès et François d'Assise
On a plusieurs fois établi un parallèle entre Valdès et son quasi-contemporain François d'Assise : tous deux ont renoncé à leur fortune pour suivre l'appel de Jésus-Christ. Tous deux ont lancé des prédicateurs sur les routes. Au début, Valdès n'était pas contre l'Église catholique mais il voulait une Église plus pure, plus simple. Le fait qu'il soit un laïc, ignorant le latin et le domaine de la théologie, le discrédita auprès du clergé. À la différence de François, Valdès niait la présence réelle de Jésus-Christ dans l'Eucharistie ce qui expliquerait en partie les accusations d'hérésie de la part de l'Église catholique. Et l'autorité ultime en matière de foi, écrit Giovanni Gonnet, restait le magistère romain pour François d'Assise, alors que c'était les Saintes Écritures pour Valdès.

## Le mouvement vaudois
Le mouvement vaudois se répandit dans de nombreuses parties de l'Europe occidentale, notamment en Moravie, dans les Alpes, le long de la vallée du Rhin, en Flandres et même en Pologne. Il existe encore en Italie (avec une diaspora en Amérique latine) une Chiesa Valdese (Église vaudoise), dont Valdès est l’inspirateur. Les vaudois piémontais réfugiés dans les villages abrités des pentes alpines orientales avaient maintenu les principes des Pauvres de Lyon.
Mis en contact au début du XVIe siècle avec la Réforme genevoise de Jean Calvin et Guillaume Farel, ils s'y rallièrent lors du Synode de Chanforan en 1532. Certains vaudois deviennent protestants et leur francophonie les pousse à financer la première traduction de la Bible en français à partir de l'hébreu et du grec : c'est la Bible dite d'Olivétan (1535), étape importante dans la promotion de la langue française.
Le protestantisme vaudois connaîtra une existence difficile, faite de persécutions souvent parallèles à celles subies par leurs coreligionnaires de France. Ce n'est qu'en 1848 (le 17 février) que leur liberté religieuse fut reconnue par la monarchie piémontaise. La Chiesa Valdese se réclame d’une conception non hiérarchique et démocratique de l’Église, considérée comme l’assemblée des croyants.

## Hommages
- Une rue porte son nom à Lyon dans le 5e arrondissement.
- Un collège de Vaulx-en-Velin porte son nom.
- Une place porte son nom dans la commune de L'Argentière-la-Bessée, au lieu dit "La Bessée du Milieu"